# Station Saint-Marcel (Italië)
Station Saint-Marcel is een spoorwegstation van de spoorlijn Chivasso-Ivrea-Aosta, gelegen in de gemeente Saint-Marcel (Aostadal-Italië). Het station werd zoals de spoorlijn in 1886 geopend.
In 1940 kreeg het onder druk van Italiaanse nationalisten, de nieuwe naam "San Marcello". Dit werd in 1946 onder Franse druk teruggedraaid.